# Tommaso Olivieri
Tommaso Olivieri (1660 - fevereiro de 1719) foi um prelado católico romano que serviu como bispo de Strongoli (1706–1719).

## Biografia
Tommaso Olivieri nasceu em Cutro, na Itália. A 25 de junho de 1706, foi nomeado pelo Papa Clemente XI como Bispo de Strongoli. Olivieri serviu como bispo de Strongoli até à sua morte em fevereiro de 1719.